# Суперкубок Грузії з футболу 1998
Суперкубок Грузії з футболу 1998 — 3-й розіграш турніру. Матч відбувся 2 серпня 1998 року між чемпіоном Грузії клубом Динамо (Тбілісі) та володарем кубка Грузії клубом Динамо (Батумі).
| Володар Суперкубка Грузії 1998 |
| ------------------------------ |
|                                |
| Динамо (Батумі) Перший титул   |

## Матч

### Деталі
| 2 серпня 1998 |

| Динамо (Батумі) | 2:1 | Динамо (Тбілісі) |
| --------------- | --- | ---------------- |
|                 |     |                  |

| Центральний стадіон, Батумі Глядачів: 5 000 Арбітр: Тамазі Лацабідзе |